# ابنة

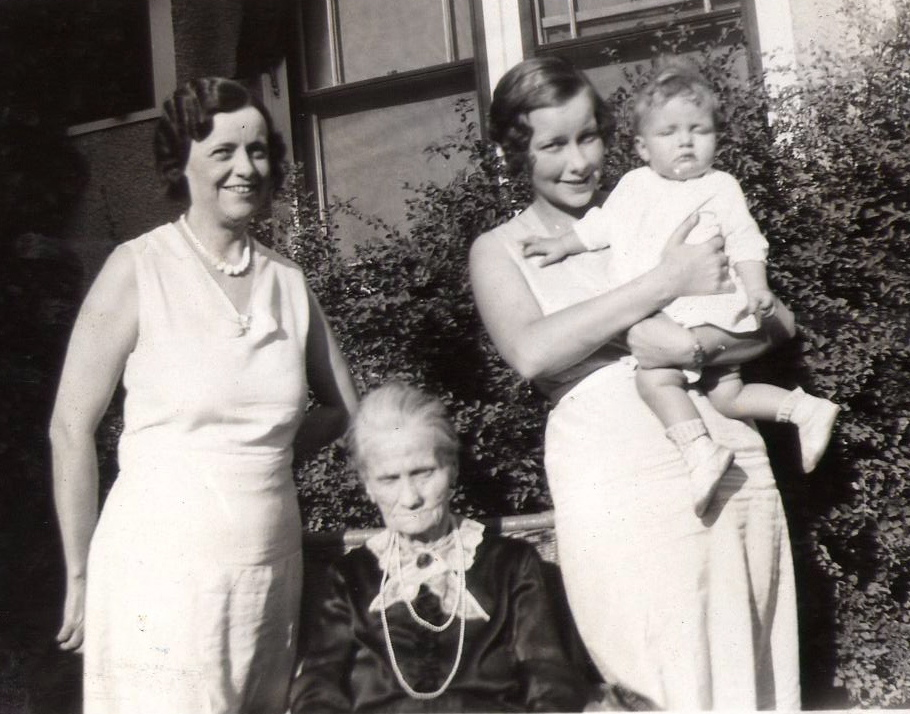
أربعة أجيال من الأمهات والبنات، 1931.

الابنة أو البنت هي مولود أنثى؛ فتاة أو امرأة. والنظير المذكر هو الابن وهو المولود الذَكَر. وبالقياس يُستخدم الاسم في مناطق عديدة لإظهار العلاقات بين المجموعات أو العناصر.
في المجتمعات الأبوية، غالبًا ما تتمتع الإناث بحقوق أسرية مختلفة أو أقل من الذكور. وقد تفضل العائلة أن يكون لديها أبناء ذكور وليس إناث، مع تعرض الإناث لِمَا يسمى وأد البنات.
وفي الولايات المتحدة، يبلغ معدل مواليد الذكور 105 مقابل 100 من الإناث، وهو يُعتبر معدل ولادة طبيعي منذ القرن الثامن عشر. ونحو 80 بالمائة من الآباء المحتملين في الولايات المتحدة يفضلون الفتاة على الصبي.

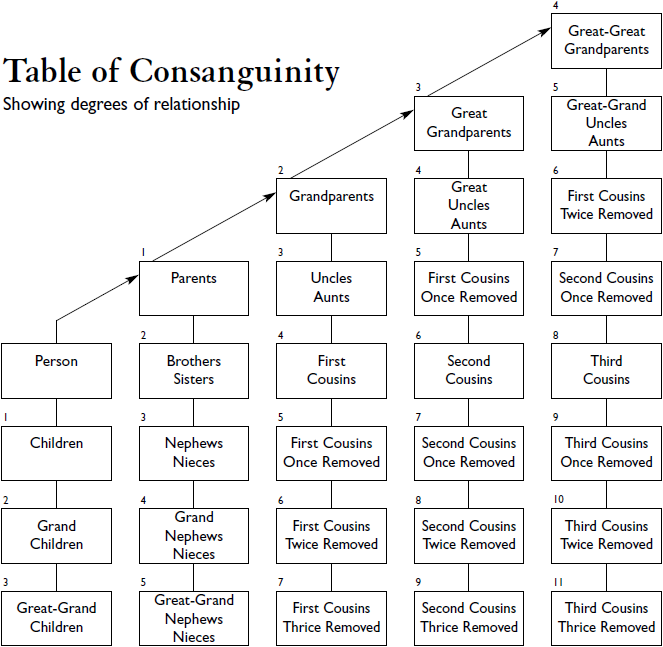
جدول قرابة يبين درجات العلاقة القانونية

## في الإنجيل
انظر أيضًا: لوط
يستخدم الإنجيل الكلمة العبرية بن («ابن») حوالي عشرة أضعاف كلمة بنت («بنت»). وفي الإنجيل، يحق لوالد البنت بيع أو تزويج ابنته. وعند الزواج، تنتقل السلطة على الفتاة إلى زوجها الجديد، الذي كان يُسمى بعل («الزوج/السيد»).